# Empoli Football Club 1952-1953
Questa voce raccoglie le informazioni riguardanti l'Empoli Football Club nelle competizioni ufficiali della stagione 1952-1953.

## Rosa
| N. |                   | Ruolo | Calciatore         |
| -- | ----------------- | ----- | ------------------ |
|    | Italia (bandiera) | P     | Francesco Bachi    |
|    | Italia (bandiera) | A     | Gerardo Bernard    |
|    | Italia (bandiera) | A     | Osvaldo Biancardi  |
|    | Italia (bandiera) | C     | Dario Birsa        |
|    | Italia (bandiera) | A     | Antonio Buda       |
|    | Italia (bandiera) | C     | Marino Conforti    |
|    | Italia (bandiera) | P     | Giorgio Fioravanti |
|    | Italia (bandiera) | C     | Adolfo Gambi       |
|    | Italia (bandiera) | A     | Vinicio Magrini    |
|    | Italia (bandiera) | C     | Nino Malinverni    |

| N. |                   | Ruolo | Calciatore          |
| -- | ----------------- | ----- | ------------------- |
|    | Italia (bandiera) | A     | Carlo Maluta        |
|    | Italia (bandiera) | D     | Domenico Mandragora |
|    | Italia (bandiera) | C     | Michele Manenti     |
|    | Italia (bandiera) | C     | Antonio Nicolazzini |
|    | Italia (bandiera) | D     | Ivo Pesaresi        |
|    | Italia (bandiera) | C     | Stelio Puccetti     |
|    | Italia (bandiera) | C     | Umberto Rosati      |
|    | Italia (bandiera) | C     | Enrico Rovini       |
|    | Italia (bandiera) | A     | Silvano Trevisani   |